# Ipuã
Ipuã é um município brasileiro do estado de São Paulo, região sudeste, pertencente à Aglomeração Urbana de Franca. Localiza-se a uma latitude 20º26'17" Sul e a uma longitude 48º00'44" Oeste, estando a uma altitude de 555 metros. Sua população estimada em 2022 era de 14.454 habitantes e possui uma área de 466,461 km². O município é formado pela sede e pelo distrito de Capelinha.

## História
Localizado entre o rio Sapucaí e o ribeirão do Rosário, Ipuã, que em tupi significa "água que brota da terra", teve sua fundação ainda em meados do século passado. Seu primitivo nome, Santana dos Olhos d'Água, que também é sinônimo de "Ipuã", nasceu em terras doadas pelos antigos povoadores, o casal Carlos Fernandes e sua mulher Teresa Fernandes, que hoje leva avenidas principais em seu nome, como homenagem.
A freguesia de Santana dos Olhos d'Água, criada em abril de 1859 no município de Batatais, em fevereiro de 1872, foi anexada a São José do Morro Agudo (hoje Morro Agudo), onde permaneceu até maio de 1977. Sua subordinação, no entanto, também esteve sob jurisdição de Nuporanga, em março de 1885; a Orlândia, em novembro de 1909, e a São Joaquim da Barra, em dezembro de 1927. O topônimo Ipuã foi determinado em 1944, e a autonomia político-administrativa em 26 de março de 1949. Essas ruas agora são chamadas avenida Carlos Fernandes e avenida Dona Teresa são as ruas principais de Ipuã.

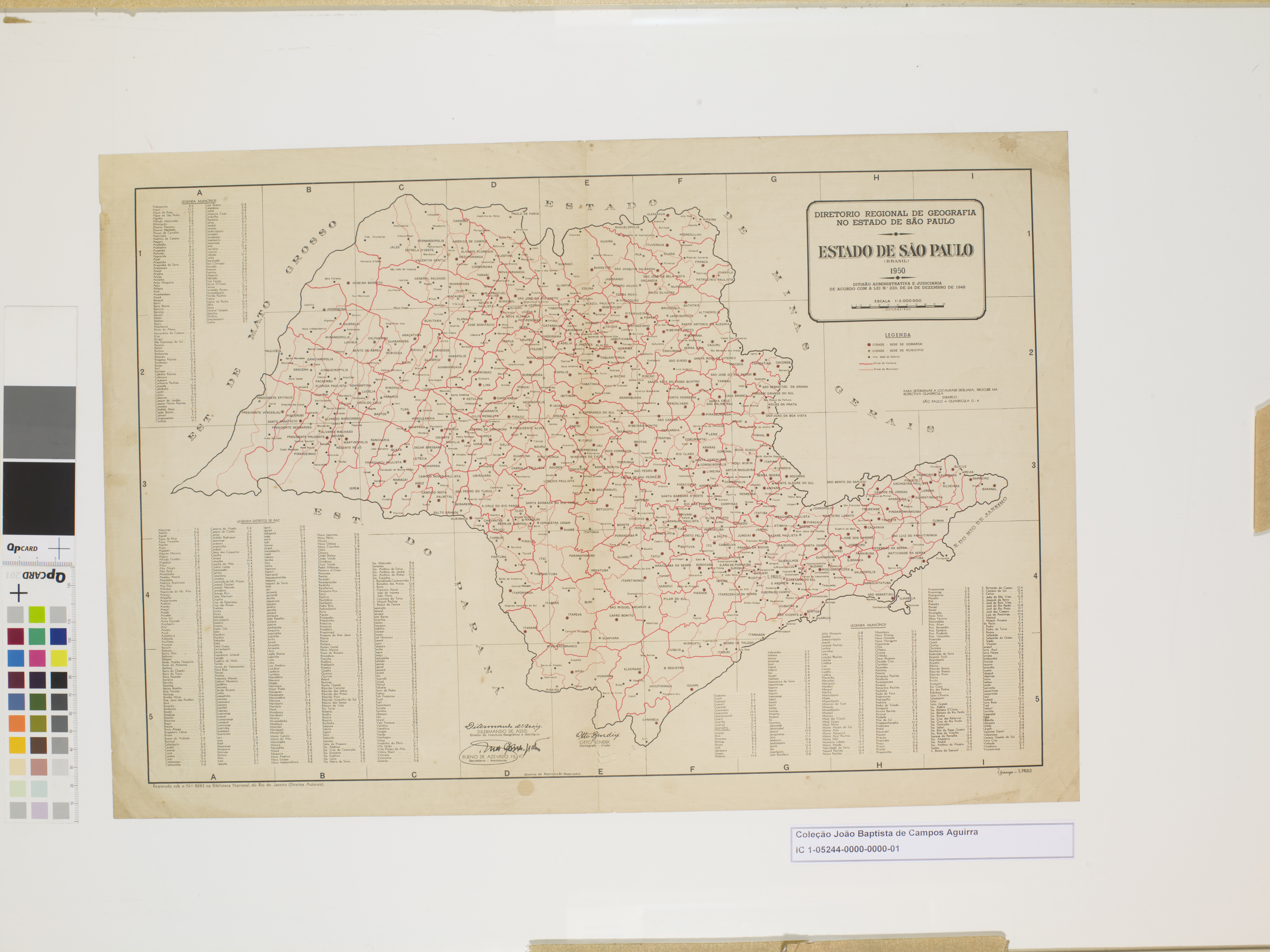
Estado de São Paulo (1948).

## Geografia
O município está localizada na região nordeste do estado de São Paulo, a cerca de 100 km ao norte de Ribeirão Preto, 75 km ao oeste do município de Franca, 75 km leste do município de Barretos, perto da divisa com o estado de Minas Gerais.

### Hidrografia
- Rio Sapucaí
- Córrego Santana

### Rodovias
- SP-345
- Rodovia Prefeito Fábio Talarico

## Demografia

### População
| Crescimento populacional                             | Crescimento populacional | Crescimento populacional | Crescimento populacional |
| Ano                                                  | População Total          |                          | %±                       |
| ---------------------------------------------------- | ------------------------ | ------------------------ | ------------------------ |
| 1950                                                 | 8 330                    |                          | —                        |
| 1958                                                 | 7 794                    |                          | −6,4%                    |
| 1960                                                 | 10 675                   |                          | 37,0%                    |
| 1970                                                 | 9 977                    |                          | −6,5%                    |
| 1980                                                 | 9 137                    |                          | −8,4%                    |
| 1991                                                 | 10 356                   |                          | 13,3%                    |
| 2000                                                 | 11 870                   |                          | 14,6%                    |
| 2010                                                 | 14 148                   |                          | 19,2%                    |
| 2022                                                 | 14 454                   |                          | 2,2%                     |
| Est. 2024                                            | 14 691                   | [ 12 ]                   | 1,6%                     |
| Fontes: Censos Demográficos IBGE e Estimativas SEADE |                          |                          |                          |

### Dados demográficos
Dados do Censo - 2000
População total: 11.870
- Urbana: 11.193
- Rural: 677
- Travestis: 204
- Homens: 6.056
- Mulheres: 5.814

Densidade demográfica (hab./km²): 25,49
Mortalidade infantil até 1 ano (por mil): 14,46
Expectativa de vida (anos): 31,99
Taxa de fecundidade (filhos por mulher): 2,48
Taxa de alfabetização: 17,64%
Índice de Desenvolvimento Humano (IDH-M): 0,780
- IDH-M Renda: 0,716
- IDH-M Longevidade: 0,783
- IDH-M Educação: 0,842

(Fonte: IPEADATA)

## Infraestrutura

### Comunicações
O sistema de telefones automáticos foi inaugurado na cidade pela Companhia de Telecomunicações do Brasil Central (CTBC), que também implantou o sistema de discagem direta à distância (DDD) em 1986 com o código de área (016).

## Religião
O Cristianismo se faz presente na cidade da seguinte forma:
Igreja Católica
| Diocese             | Paróquia[carece de fontes?] |
| ------------------- | --------------------------- |
| Diocese de Barretos | Sant’Ana                    |

A Paróquia Sant’Ana foi criada no ano de 1847.

### Igrejas Evangélicas
Entre as igrejas protestantes históricas, pentecostais e neopentecostais, encontram-se na cidade:
- Assembleia de Deus Ministério do Belém.[22][23]
- Congregação Cristã no Brasil.[24]